# Meandrusa gyas
Meandrusa gyas là một loài bướm thuộc họ Papilionidae. Chúng thường được tìm thấy ở vùng Sikkim đến Assam và Thượng Burma, cho đến tận Thái Lan.

## Phân loài
- Meandrusa gyas gyas
- Meandrusa gyas sukkiti Nakano, 1995 (Thái Lan)